# Ranchos Cercanos
Ranchos Cercanos är en ort i Mexiko.   Den ligger i kommunen San Miguel Mixtepec och delstaten Oaxaca, i den sydöstra delen av landet, 400 km sydost om huvudstaden Mexico City. Ranchos Cercanos ligger 2 091 meter över havet och antalet invånare är 102.
Terrängen runt Ranchos Cercanos är kuperad norrut, men söderut är den bergig. Runt Ranchos Cercanos är det ganska glesbefolkat, med 34 invånare per kvadratkilometer. Närmaste större samhälle är Ayoquezco de Aldama, 17,4 km sydost om Ranchos Cercanos. I omgivningarna runt Ranchos Cercanos växer i huvudsak blandskog.